# طواف سيبيو للدراجات 2022
طواف سيبيو للدراجات 2022 هو سباق دراجات هوائية، وهو الموسم الثاني عشر من طواف سيبيو للدراجات، وأقيم خلال الفترة من 2 يوليو 2022، وحتى 5 يوليو 2022.
فاز بالمركز الأول جيوفاني أليوتي، وبالمركز الثاني Harm Vanhoucke ‏، وبالمركز الثالث Cian Uijtdebroeks ‏، وفاز جيوفاني أليوتي في ترتيب النقاط، وكان الفائز حسب النقاط للشباب Cian Uijtdebroeks ‏، وكان الفائز في تصنيف الجبال لوكاس ميلر ‏.

## الفرق
| فرق عالمية (6)- Astana Qazaqstan Team - Bora-Hansgrohe - Cofidis - Israel-Premier Tech - Jumbo-Visma - Lotto-Soudal فرق برو (3)- Bardiani-CSF-Faizanè - درون هوبر-أندروني جوكاتولي 2022 ‏ - نوفو نورديسك 2022 ‏ فرق قارية (17)- Parkhotel Valkenburg CT ‏ - توبفوركس لابيير ‏ - بايك أيد 2022 ‏ - Team Solution Tech–Vini Fantini ‏ - إي أف إديوكيشن - نيبو تيم 2022 ‏ - إلكوف كاسبر 2022 ‏ - جيوتي فيكتوريا سافيني ديو 2022 ‏ - Global 6 United ‏ - Mazowsze Serce Polski ‏ - أدفاريكس هرينكو 2022 ‏ - مالوجا بوشبيكرز 2022 ‏ - MENtoRISE Elite Team CFX ‏ - تيم نوفاك ‏ - بي آند إس بينوتي 2022 ‏ - Sauerland NRW-SKS Germany ‏ - Yoeleo Test Team p/b 4MIND ‏ - فريق فورارلبرغ 2022 ‏ فرق وطنية (2)- فريق المكسيك لركوب الدراجات للرجال 2022‏ - فريق رومانيا لركوب الدراجات للرجال 2022‏ |  |
| |  |

## المراحل
| قائمة المراحل | قائمة المراحل | قائمة المراحل       | قائمة المراحل        | قائمة المراحل | قائمة المراحل     | قائمة المراحل     |
| المرحلة       | التاريخ       | الدورة              |                      | المسافة (كم)  | الفائز بالمرحلة   | القائد العام      |
| ------------- | ------------- | ------------------- | -------------------- | ------------- | ----------------- | ----------------- |
| المقدمة       | 2 يوليو       | سيبيو – سيبيو       | فردي ضد الساعة       | 2٫3           | Tim van Dijke ‏    | Tim van Dijke ‏    |
| مرحلة 1       | 3 يوليو       | Brezoi ‏ – سيبيو     | مرحلة جبلية متوسطة   | 206٫9         | Filippo Fiorelli ‏ | Filippo Fiorelli ‏ |
| مرحلة 2       | 4 يوليو       | سيبيو – بحيرة بيليا | مرحلة جبلية          | 179٫4         | جيوفاني أليوتي    | جيوفاني أليوتي    |
| مرحلة 3       | 5 يوليو       | Curmătura ‏          | صعود الجبل ضد الساعة | 12٫5          | جيوفاني أليوتي    | جيوفاني أليوتي    |
| مرحلة 3       | 5 يوليو       | سيبيو – سيبيو       | مرحلة جبلية متوسطة   | 98٫4          | Stefano Gandin ‏   | جيوفاني أليوتي    |

## النتيجة

### مرحلة 0
هي مرحلة من نوع سباق زمن فردي، أقيمت في 2 يوليو 2022، وامتدّت لمسافة 2.3 كيلومتر. فاز بالمرحلة Tim van Dijke ‏، وكان متصدر الترتيب العام في نهاية المرحلة Tim van Dijke ‏، وكان المتصدر حسب ترتيب النقاط Tim van Dijke ‏، وكان المتصدر في ترتيب التسلق لا أحد ‏، وتصدر ترتيب النقاط للشباب Tim van Dijke ‏، ومتصدر ترتيب الفرق جومبو-فيسما 2022.
| التصنيف العام | التصنيف العام        | التصنيف العام | التصنيف العام            | التصنيف العام |  |
| العداء        | العداء               | البلد         | الفريق                   | الوقت         |  |
| ------------- | -------------------- | ------------- | ------------------------ | ------------- |  |
| 1             | Tim van Dijke ‏       | هولندا        | جومبو-فيسما              | 2 د 42 ث      |  |
| 2             | Marceli Bogusławski ‏ | بولندا        | Mazowsze Serce Polski ‏   | + 1 ث         |  |
| 3             | Martin Laas ‏         | إستونيا       | بورا هانسغروه            | + 2 ث         |  |
| 4             | Pascal Eenkhoorn ‏    | هولندا        | جومبو-فيسما              | + 3 ث         |  |
| 5             | دايفيد ديكر          | هولندا        | جومبو-فيسما              | + 5 ث         |  |
| 6             | Joren Bloem ‏         | هولندا        | Parkhotel Valkenburg CT ‏ | + 5 ث         |  |
| 7             | Matyáš Kopecký ‏      | التشيك        | تيم نوفو نورديسك ‏        | + 5 ث         |  |
| 8             | Tom Lindner ‏         | ألمانيا       | بي آند إس بينوتي ‏        | + 5 ث         |  |
| 9             | تاج جونز ‏            | أستراليا      | إسرائيل - بريمير تيك     | + 6 ث         |  |
| 10            | Luis-Joe Lührs ‏      | ألمانيا       | بورا هانسغروه            | + 6 ث         |  |

### مرحلة 1
هي مرحلة جبلية متوسطة، أقيمت في 3 يوليو 2022، وامتدّت لمسافة 206.9 كيلومتر. فاز بالمرحلة Filippo Fiorelli ‏، وكان متصدر الترتيب العام في نهاية المرحلة Filippo Fiorelli ‏، وكان المتصدر حسب ترتيب النقاط Filippo Fiorelli ‏، وكان المتصدر في ترتيب التسلق لوكاس ميلر ‏، وتصدر ترتيب النقاط للشباب Tim van Dijke ‏، ومتصدر ترتيب الفرق جومبو-فيسما 2022.
| التصنيف العام | التصنيف العام        | التصنيف العام | التصنيف العام              | التصنيف العام |  |
| العداء        | العداء               | البلد         | الفريق                     | الوقت         |  |
| ------------- | -------------------- | ------------- | -------------------------- | ------------- |  |
| 1             | Filippo Fiorelli ‏    | إيطاليا       | Bardiani CSF Faizanè       | 5 س 15 د 35 ث |  |
| 2             | Tim van Dijke ‏       | هولندا        | جومبو-فيسما                | + 1 ث         |  |
| 3             | Nicolas Dalla Valle ‏ | إيطاليا       | جيوتي فيكتوريا سافيني ديو ‏ | + 2 ث         |  |
| 4             | لوكاس ميلر ‏          | ألمانيا       | فريق فورارلبرغ ‏            | + 2 ث         |  |
| 5             | Andrea Piccolo ‏      | إيطاليا       | أندروني جوكاتولي-سيدرمك ‏   | + 4 ث         |  |
| 6             | دايفيد ديكر          | هولندا        | جومبو-فيسما                | + 6 ث         |  |
| 7             | Luis-Joe Lührs ‏      | ألمانيا       | بورا هانسغروه              | + 6 ث         |  |
| 8             | Tom Lindner ‏         | ألمانيا       | بي آند إس بينوتي ‏          | + 6 ث         |  |
| 9             | Stefan de Bod ‏       | جنوب أفريقيا  | Astana Qazaqstan Team      | + 7 ث         |  |
| 10            | Michele Gazzoli ‏     | إيطاليا       | Astana Qazaqstan Team      | + 7 ث         |  |

### مرحلة 2
هي مرحلة جبلية، أقيمت في 4 يوليو 2022، وامتدّت لمسافة 179.4 كيلومتر. فاز بالمرحلة جيوفاني أليوتي، وكان متصدر الترتيب العام في نهاية المرحلة جيوفاني أليوتي، وكان المتصدر حسب ترتيب النقاط Filippo Fiorelli ‏، وكان المتصدر في ترتيب التسلق لوكاس ميلر ‏، وتصدر ترتيب النقاط للشباب Cian Uijtdebroeks ‏، وكان متصدر ترتيب الفرق فريق فورارلبرغ 2022 ‏.
| التصنيف العام | التصنيف العام      | التصنيف العام | التصنيف العام              | التصنيف العام |  |
| العداء        | العداء             | البلد         | الفريق                     | الوقت         |  |
| ------------- | ------------------ | ------------- | -------------------------- | ------------- |  |
| 1             | جيوفاني أليوتي     | إيطاليا       | بورا هانسغروه              | 9 س 57 د 32 ث |  |
| 2             | Harm Vanhoucke ‏    | بلجيكا        | لوتو سودال                 | + 10 ث        |  |
| 3             | Cian Uijtdebroeks ‏ | بلجيكا        | بورا هانسغروه              | + 15 ث        |  |
| 4             | Gijs Leemreize ‏    | هولندا        | جومبو-فيسما                | + 27 ث        |  |
| 5             | Andrea Piccolo ‏    | إيطاليا       | أندروني جوكاتولي-سيدرمك ‏   | + 31 ث        |  |
| 6             | Sebastian Berwick ‏ | أستراليا      | إسرائيل - بريمير تيك       | + 33 ث        |  |
| 7             | Stefan de Bod ‏     | جنوب أفريقيا  | Astana Qazaqstan Team      | + 34 ث        |  |
| 8             | Roland Thalmann ‏   | سويسرا        | فريق فورارلبرغ ‏            | + 37 ث        |  |
| 9             | Immanuel Stark ‏    | ألمانيا       | بي آند إس بينوتي ‏          | + 44 ث        |  |
| 10            | Johannes Adamietz ‏ | ألمانيا       | Sauerland NRW-SKS Germany ‏ | + 55 ث        |  |

### مرحلة 3A
هي مرحلة أقيمت في 5 يوليو 2022، وامتدّت لمسافة 12.5 كيلومتر. فاز بالمرحلة جيوفاني أليوتي، وكان متصدر الترتيب العام في نهاية المرحلة جيوفاني أليوتي، وكان المتصدر حسب ترتيب النقاط جيوفاني أليوتي، وكان المتصدر في ترتيب التسلق جيوفاني أليوتي، وتصدر ترتيب النقاط للشباب Cian Uijtdebroeks ‏، وكان متصدر ترتيب الفرق إسرائيل - بريمير تيك 2022 ‏.
| التصنيف العام | التصنيف العام      | التصنيف العام | التصنيف العام              | التصنيف العام  |  |
| العداء        | العداء             | البلد         | الفريق                     | الوقت          |  |
| ------------- | ------------------ | ------------- | -------------------------- | -------------- |  |
| 1             | جيوفاني أليوتي     | إيطاليا       | بورا هانسغروه              | 10 س 24 د 19 ث |  |
| 2             | Harm Vanhoucke ‏    | بلجيكا        | لوتو سودال                 | + 25 ث         |  |
| 3             | Cian Uijtdebroeks ‏ | بلجيكا        | بورا هانسغروه              | + 30 ث         |  |
| 4             | Stefan de Bod ‏     | جنوب أفريقيا  | Astana Qazaqstan Team      | + 38 ث         |  |
| 5             | Gijs Leemreize ‏    | هولندا        | جومبو-فيسما                | + 1 د 36 ث     |  |
| 6             | Johannes Adamietz ‏ | ألمانيا       | Sauerland NRW-SKS Germany ‏ | + 1 د 57 ث     |  |
| 7             | Andrea Piccolo ‏    | إيطاليا       | أندروني جوكاتولي-سيدرمك ‏   | + 1 د 58 ث     |  |
| 8             | جيمس بيكولي        | كندا          | إسرائيل - بريمير تيك       | + 1 د 59 ث     |  |
| 9             | كريس هاربر         | أستراليا      | جومبو-فيسما                | + 2 د 02 ث     |  |
| 10            | Roland Thalmann ‏   | سويسرا        | فريق فورارلبرغ ‏            | + 2 د 03 ث     |  |

### مرحلة 3B
هي مرحلة جبلية متوسطة، أقيمت في 5 يوليو 2022، وامتدّت لمسافة 98.4 كيلومتر. فاز بالمرحلة Stefano Gandin ‏، وكان متصدر الترتيب العام في نهاية المرحلة جيوفاني أليوتي، وكان المتصدر حسب ترتيب النقاط جيوفاني أليوتي، وكان المتصدر في ترتيب التسلق لوكاس ميلر ‏، وتصدر ترتيب النقاط للشباب Cian Uijtdebroeks ‏، وكان متصدر ترتيب الفرق إسرائيل - بريمير تيك 2022 ‏.

## التصنيف العام النهائي
| التصنيف العام | التصنيف العام      | التصنيف العام | التصنيف العام              | التصنيف العام  |  |
| العداء        | العداء             | البلد         | الفريق                     | الوقت          |  |
| ------------- | ------------------ | ------------- | -------------------------- | -------------- |  |
| 1             | جيوفاني أليوتي     | إيطاليا       | بورا هانسغروه              | 12 س 38 د 22 ث |  |
| 2             | Harm Vanhoucke ‏    | بلجيكا        | لوتو سودال                 | + 25 ث         |  |
| 3             | Cian Uijtdebroeks ‏ | بلجيكا        | بورا هانسغروه              | + 30 ث         |  |
| 4             | Stefan de Bod ‏     | جنوب أفريقيا  | Astana Qazaqstan Team      | + 38 ث         |  |
| 5             | Gijs Leemreize ‏    | هولندا        | جومبو-فيسما                | + 1 د 36 ث     |  |
| 6             | Andrea Piccolo ‏    | إيطاليا       | أندروني جوكاتولي-سيدرمك ‏   | + 1 د 52 ث     |  |
| 7             | Johannes Adamietz ‏ | ألمانيا       | Sauerland NRW-SKS Germany ‏ | + 1 د 57 ث     |  |
| 8             | جيمس بيكولي        | كندا          | إسرائيل - بريمير تيك       | + 1 د 59 ث     |  |
| 9             | كريس هاربر         | أستراليا      | جومبو-فيسما                | + 2 د 02 ث     |  |
| 10            | Roland Thalmann ‏   | سويسرا        | فريق فورارلبرغ ‏            | + 2 د 03 ث     |  |

### تصنيف النقاط
| تصنيف النقاط | تصنيف النقاط         | تصنيف النقاط | تصنيف النقاط                     | تصنيف النقاط |  |
| العداء       | العداء               | البلد        | الفريق                           | النقاط       |  |
| ------------ | -------------------- | ------------ | -------------------------------- | ------------ |  |
| 1            | جيوفاني أليوتي       | إيطاليا      | بورا هانسغروه                    | 50 نقطة      |  |
| 2            | Stefano Gandin ‏      | إيطاليا      | Team Solution Tech–Vini Fantini ‏ | 37 نقطة      |  |
| 3            | Harm Vanhoucke ‏      | بلجيكا       | لوتو سودال                       | 35 نقطة      |  |
| 4            | Filippo Fiorelli ‏    | إيطاليا      | Bardiani CSF Faizanè             | 32 نقطة      |  |
| 5            | لوكاس ميلر ‏          | ألمانيا      | فريق فورارلبرغ ‏                  | 31 نقطة      |  |
| 6            | Cian Uijtdebroeks ‏   | بلجيكا       | بورا هانسغروه                    | 27 نقطة      |  |
| 7            | Nicolas Dalla Valle ‏ | إيطاليا      | جيوتي فيكتوريا سافيني ديو ‏       | 26 نقطة      |  |
| 8            | Stefan de Bod ‏       | جنوب أفريقيا | Astana Qazaqstan Team            | 25 نقطة      |  |
| 9            | Tim van Dijke ‏       | هولندا       | جومبو-فيسما                      | 25 نقطة      |  |
| 10           | Andrea Piccolo ‏      | إيطاليا      | أندروني جوكاتولي-سيدرمك ‏         | 22 نقطة      |  |

### تصنيف الجبال
| تصنيف الجبال | تصنيف الجبال       | تصنيف الجبال | تصنيف الجبال               | تصنيف الجبال |  |
| العداء       | العداء             | البلد        | الفريق                     | النقاط       |  |
| ------------ | ------------------ | ------------ | -------------------------- | ------------ |  |
| 1            | لوكاس ميلر ‏        | ألمانيا      | فريق فورارلبرغ ‏            | 35 نقطة      |  |
| 2            | جيوفاني أليوتي     | إيطاليا      | بورا هانسغروه              | 32 نقطة      |  |
| 3            | Harm Vanhoucke ‏    | بلجيكا       | لوتو سودال                 | 24 نقطة      |  |
| 4            | دومينيك نيومان ‏    | التشيك       | إلكوف كاسبر ‏               | 22 نقطة      |  |
| 5            | Cian Uijtdebroeks ‏ | بلجيكا       | بورا هانسغروه              | 20 نقطة      |  |
| 6            | Gijs Leemreize ‏    | هولندا       | جومبو-فيسما                | 14 نقطة      |  |
| 7            | Stefan de Bod ‏     | جنوب أفريقيا | Astana Qazaqstan Team      | 13 نقطة      |  |
| 8            | Sebastian Berwick ‏ | أستراليا     | إسرائيل - بريمير تيك       | 12 نقطة      |  |
| 9            | Szymon Tracz ‏      | بولندا       | إي أف إديوكيشن - نيبو تيم ‏ | 11 نقطة      |  |
| 10           | Andrea Piccolo ‏    | إيطاليا      | أندروني جوكاتولي-سيدرمك ‏   | 10 نقطة      |  |

## تصنيف الفرق

### الفرق حسب الوقت
| تصنيف الفرق حسب الوقت | تصنيف الفرق حسب الوقت            | تصنيف الفرق حسب الوقت | تصنيف الفرق حسب الوقت |  |
| الفريق                | الفريق                           | البلد                 | الوقت                 |  |
| --------------------- | -------------------------------- | --------------------- | --------------------- |  |
| 1                     | إسرائيل - بريمير تيك 2022 ‏       | إسرائيل               | 38 س 02 د 21 ث        |  |
| 2                     | فريق فورارلبرغ 2022 ‏             | النمسا                | + 30 ث                |  |
| 3                     | درون هوبر-أندروني جوكاتولي 2022 ‏ | إيطاليا               | + 1 د 58 ث            |  |
| 4                     | إلكوف كاسبر 2022 ‏                | التشيك                | + 4 د 18 ث            |  |
| 5                     | لوتو سودال                       | بلجيكا                | + 8 د 34 ث            |  |

## تصانيف فرعية

### تصنيف أفضل شاب
| تصنيف أفضل شاب | تصنيف أفضل شاب     | تصنيف أفضل شاب  | تصنيف أفضل شاب                           | تصنيف أفضل شاب |  |
| العداء         | العداء             | البلد           | الفريق                                   | الوقت          |  |
| -------------- | ------------------ | --------------- | ---------------------------------------- | -------------- |  |
| 1              | Cian Uijtdebroeks ‏ | بلجيكا          | بورا هانسغروه                            | 12 س 38 د 52 ث |  |
| 2              | Andrea Piccolo ‏    | إيطاليا         | أندروني جوكاتولي-سيدرمك ‏                 | + 1 د 22 ث     |  |
| 3              | Santiago Umba ‏     | كولومبيا        | أندروني جوكاتولي-سيدرمك ‏                 | + 3 د 15 ث     |  |
| 4              | Martin Marcellusi ‏ | إيطاليا         | Bardiani CSF Faizanè                     | + 7 د 42 ث     |  |
| 5              | Karel Camrda ‏      | التشيك          | توبفوركس لابيير ‏                         | + 8 د 10 ث     |  |
| 6              | إسحاق ديل تورو ‏    | المكسيك         | فريق المكسيك لركوب الدراجات للرجال 2022 ‏ | + 10 د 24 ث    |  |
| 7              | كالوم مكليود ‏      | المملكة المتحدة | Parkhotel Valkenburg CT ‏                 | + 10 د 44 ث    |  |
| 8              | Trym Brennsæter ‏   | النرويج         | إي أف إديوكيشن - نيبو تيم ‏               | + 14 د 06 ث    |  |
| 9              | Max Benz-Kuch ‏     | ألمانيا         | مالوجا بوشبيكرز ‏                         | + 15 د 40 ث    |  |
| 10             | Luis-Joe Lührs ‏    | ألمانيا         | بورا هانسغروه                            | + 8 د 02 ث     |  |